# Georg Reinhardt
Georg Reinhardt (* 28. August 1943 in Schwerin; † 27. Mai 2021 in Bonn) war ein deutscher Kunsthistoriker und Kurator mit dem Spezialgebiet deutscher Expressionismus, insbesondere Kunst der Brücke, Neue Sachlichkeit und Grafik des 20. Jahrhunderts.

## Leben
Georg Reinhardt bestand 1965 sein Abitur am Leibniz-Gymnasium Hannover. 1965–1967 leistete er den Bundeswehr-Dienst. Ab 1967 verfolgte er ein Studium der Kunstgeschichte, Vor- und Frühgeschichte sowie Klassischer Archäologie an der Universität Bonn. 1976 erwarb er die Promotion mit der Arbeit Die frühe „Brücke“: Beiträge zur Geschichte und zum Werk der Dresdener Künstlergruppe „Brücke“ der Jahre 1905 bis 1908. 1977–1980 war er Volontärassistent am LandesMuseum Bonn und beim Rheinischen Museumsamt Brauweiler. 1981–1984 wirkte er als Direktor der Städtischen Galerie Albstadt, 1985–2008 als Kustos und stellv. Direktor des Städtischen Museums Leverkusen Schloß Morsbroich.

## Publikationen (Auswahl)
- Zwischen Atelier und Strasse. Zur Geschichte und Malerei der Neuen Sachlichkeit in Hannover. In: Neue Sachlichkeit in Hannover. Kunstverein Hannover 1974.
- mit Paul Hefting, H.L. Jaffé, George Hendrik Breitner, Klaus Honnef, Willem Vogelsang: George Hendrik Breitner. Gemälde, Zeichnungen, Fotografien. Rheinland-Verlag, Köln 1977.
- mit Klaus Honnef: Liselotte Strelow. Porträts 1933-1972. Rheinland-Verlag, Köln 1977.
- mit Klaus Honnef, Gisèle Freund: Gisèle Freund, Fotografien 1932-1977. Rheinland-Verlag, Köln 1977.
- mit Klaus Honnef, Gregor Kierblewsky, Barbara Kückels, Ann und Jürgen Wilde: Germaine Krull. Fotografien 1922-1966. Rheinland-Verlag, Köln 1977.
- mit Peter Rühmkorf, Bernd Bornemann, Klaus Honnef, Günther Nicolin, Annelie Pohlen, Lothar Romain, Georg F. Schwarzbauer, Gerd Wolandt (Hrsg.): A. Paul Weber – Lithographien, Handzeichnungen, 1930 bis 1978. Rheinland-Verlag, Köln 1978.
- Die frühe „Brücke“. Beiträge zur Geschichte und zum Werk der Dresdener Künstlergruppe 'Brücke' der Jahre 1905 bis 1908 (= Brücke-Archiv. Heft 9/10). Brücke-Museum, Berlin 1978.
- mit Klaus Honnef, Ingeborg Krüger, L.I. Iowlewa, SS. Petrow, M. Libman: Meisterwerke deutscher und russischer Malerei aus sowjetischen Museen. Rheinland-Verlag, Köln 1978.
- Friedrich Cohen und die Dresdener Künstlergruppe „Brücke“. Eine Bonner Kunstausstellung des Jahres 1907. In: Herbert Grundmann (Hrsg.): Bouvier 1828–1978. Bouvier Verlag Herbert Grundmann, Bonn 1978.
- Von innen heraus ... Der Holzschneider Wilhelm Laage und die Dresdener Künstlergruppe „Brücke“. In: Kunst in dieser Zeit. Aspekte in Reden und Aufsätzen. Festschrift 25 Jahre Hans Thoma-Gesellschaft. Alfred Hagenlocher (Hrsg.). Verlag Karl Thiemig, München 1978.
- mit Bernhard Holezek, Christine Hinze, Heinrich Riebesehl: UMBO. Photographien 1925-1933. In: Ausstellungskatalog. Spectrum-Photogalerie im Kunstmuseum Hannover mit Sammlung Sprengel, Hannover 1979.
- mit Hans Bollinger, Leopold Reidemeister, Wolf-Dietrich Dube, Dieter Honisch, Lucius Grisebach, Frank Whitford, Annette Meyer zu Eissen, Ulrich Luckhardt: Ernst Ludwig Kirchner 1880-1938. Nationalgalerie Berlin, Berlin 1979.
- mit Leopold Reidemeister (Hrsg.) und Karlheinz Gabler: Ernst Ludwig Kirchner zum 100. Geburtstag am 6. Mai gewidmet. In: Brücke-Archiv. Heft 11. Brücke-Museum, Berlin 1979/80.
- mit Ernst Schremmer: Caspar Scheuren 1810-1887. Landschaft und Geschichte der Rheinlande. Rheinland-Verlag, Köln 1981.
- mit Hildegard Reinhardt: Grethe Jürgens-Künstlerin der Neuen Sachlichkeit. In: Artis. H. 2, 33. Jg., Februar 1981.
- mit Franz R. Miller, Richard Hiepe, Fons Dörschug: Fons Dörschug. Arbeiten auf Papier. Städtische Galerie Albstadt 1982.
- (Hrsg.), Günter Kunert, Hubertus Fronin, Rolf Escher: Rolf Escher. Zeichnungen und Radierungen. Mit einem Werkverzeichnis der Radierungen 1968–1982, Städtische Galerie, Albstadt 1982.
- mit Jens Christian Jensen, Hans Konrad Röthel, Gerhard Altenbourg, Paul Eliasberg: Paul Eliasberg. Aquarelle, Zeichnungen, Radierungen. Städtische Galerie, Albstadt 1982.
- Zur Genese und Struktur der Graphik des deutschen Expressionismus. In: Die Künstlergruppe „Brücke“. Ernst Ludwig Kirchner, Erich Heckel, Karl Schmidt-Rotluff, Max Pechstein, Otto Mueller. Aquarelle, Zeichnungen und Druckgraphik aus dem Kunstmuseum Hannover mit Sammlung Sprengel. Bernhard Holeszek (Hrsg.), Joachim Büchner, Walter Henn und Leopold Reidemeister. Kunstmuseum Hannover mit Sammlung Sprengel und Autoren, Hannover 1982.
- (Hrsg.): Otto Lange 1879-1944. Aquarelle, Holzschnitte, Radierungen, Lithographien. Eigenbesitz aus der Stiftung „Sammlung Walther Groz“. Städtische Galerie, Albstadt 1983.
- mit Martin Jürgens: Eckhard Froeschlin. Radierungen, Zeichnungen, Malerei. Städtische Galerie, Albstadt 1984.
- mit Roger Loewig, Helmut Börsch-Schupan, Heinrich Dilly, Edeltraud Brockmüller: Roger Loewig, Verwundbare: Zeichnungen und Texte. Städtische Galerie, Albstadt 1984.
- (Hrsg.), Karl Rössing, Kristian Sotriffer, Gunther Thiem: Karl Rössing. Bildzeichnungen 1981–1984. Edition Cantz, Stuttgart 1984.
- mit Kurt Mühlenhaupt: New York. Katalog zur Ausstellung in der Ladengalerie. Berlin 1984.
- mit Dieter Hoffmann: Hans Körnig. Zeichnungen und Aquatintaradierungen aus der Stiftung Walther Groz in der Städtischen Galerie Albstadt. Städtische Galerie, Albstadt 1984.
- (Hrsg.): Neuerwerbungen der Städtischen Galerie für die Graphische Sammlung 1982–1985. Ankäufe, Geschenke, Dauerleihgaben. Städtische Galerie Albstadt 1985.
- mit Herbert Schneidler, Sabine Schütz, Rolf Wedewer, Walter Ehrmann, Adam C. Oellers, Werner Schnell: Museum Morsbroich - Malerei, Plastik, Objekte. Museum Morsbroich, Leverkusen 1985.
- mit Rolf Wedewer: Von Arkawa bis Winzer. Arbeiten auf Papier aus der Graphischen Sammlung, Bestandkatalog I der Graphischen Sammlung. Städtisches Museum Leverkusen Schloß Morsbroich, 1987.
- mit Rolf Wedewer, Heinz Herzer: Artur Stoll. Das zeichnerische Werk 1969–1974. Verlag für moderne Kunst, Zirndorf, Museum Morsbroich, Leverkusen 1987.
- mit Dietmar Elger, Bernhard Holoczek: Raimund Girke. Arbeiten auf Papier. Museum am Ostwall, Dortmund 1987.
- (Hrsg.), Michael Krajewski: Mit Messer und Eisen ... Holz- und Linolschnitte der Gegenwart. Bestandskatalog II der Graphischen Sammlung. Städtisches Museum Leverkusen Schloß Morsbroich, 1988.
- mit Rolf Wedewer, Stephan Schmidt-Wulffen, Lothar Romain, Werner Meyer: Winfred Gaul. Arbeiten auf Papier 1955–1987. Städtisches Museum Leverkusen Schloß Morsbroich, 1988.
- (Hrsg.): Georg Baselitz. Druckgraphik 1963–1988. Radierungen, Holzschnitte, Linolschnitte, Bestandskatalog III der Graphischen Sammlung. Museum Morsbroich, Leverkusen 1989.
- mit Rolf Wedewer, Helen Koriath: Museum Morsbroich. Malerei, Plastik, Objekte. Aus der Sammlung des Städtischen Museums Leverkusen Schloß Morsbroich in der DuMont Kunsthalle. Köln 1990.
- mit Hans-Ulrich Lehmann, Werner Schmidt: Tradition-Innovation. Jüngere Künstler der DDR. Eine Ausstellung des Kupferstich-Kabinetts der Staatlichen Kunstsammlungen Dresden. Museum Morsbroich Leverkusen und Hamburger Kunsthalle, 1990.
- mit Renate Damsch-Wiehager, Gisela Burkamp, Werner Schmidt: „Die Welt ergreifen ...“ In: Max Uhlig. Gemälde und Aquarelle, Zeichnungen und Grafiken. Karl Kerber Verlag, Bielefeld 1991.
- Auf den Flügeln der Phantasie im Netzwerk des Kosmos. Prolegomena zum künstlerischen Werk Hermann Heintschels. In: Farbige Konstruktionen. Druckgraphik. Hermann Heintschel. Kunstverein, Schwetzingen 1991.
- Georg Reinhardt (Hrsg.): Druckgraphische Mappenwerke 1960–1991, Bestandskatalog IV,1 der Graphischen Sammlung. Museum Morsbroich, Leverkusen 1992.
- (Hrsg.), Rolf Wedewer, Eugen Blume, Bernd Storz: Hanns Schimansky. Zeichnungen 1984–1994. Städtisches Museum Leverkusen, Schloß Morsbroich und Hans-Thoma-Gesellschaft, Kunstverein Reutlingen und Städtisches Kunstmuseum Spendhaus Reutlingen, 1994.
- (Hrsg.), Diether Schmidt, Gabriele Mutscher, Annerose Kirchner, Claus Weidensdorfer, Dieter Hoffmann, Hans-Joachim Müller: Werner Wittig: Druckgraphik 1954–1992. Mit einem Werkverzeichnis der Radierungen, Lithographien, Holzschnitte, Holzrisse und Offsetlithograhien 1954–1992. Museum Morsbroich, Leverkusen 1993.
- In der Linie den Körper erfühlen. In: Maria Lassnig. Zeichnungen und Aquarelle 1946–1995. Hrsg. von Hanne Weskott in Zusammenarbeit mit Josef Helferstein. Prestel, München/New York 1995.
- (Hrsg.), Boris Böhm, Maike Bruhns, Hildegard Reinhardt: „Im Malstrom des Lebens versunken“ ... Elfriede Lohse-Wächtler, 1899–1940 – Leben und Werk. Wienand Verlag, Köln 1996.
- (Hrsg.), Martin Stather, Hannelore Paflik-Huber, Hans Dieter Huber: Bernd Zimmer. Aus der Ferne. NÄHE – Arbeiten auf Papier 1977–1997. Wienand Verlag, Köln 1998.
- (Hrsg.), Gerd Brüne und Johannes Grützke: Johannes Grützke. Farbige Zeichnungen und Druckgraphik. Ladengalerie, Verlag der Ladengalerie, Berlin 1999.
- Georg Reinhardt et al.: Norbert Prangenberg. Holzschnitte, Linolschnitte: Werkverzeichnis 1988–2001. Reutlingen 2001.
- mit (Hrsg.), Petra Böttcher und Christian Roussel: Bernd Zimmer: Holzschnitt. Werkverzeichnis 1985–2000. Wienand Verlag Köln 2001.
- mit Annie Bardon, Irene Antoni-Komar: Martina Geist. Raumordnung. Reutlingen. Zeitz. Leverkusen. Göttingen. Städtisches Kunstmuseum Spendhaus, Reutlingen 2002.
- mit Markus Heinzelmann (Hrsg.), Kathrin Isabelle Schönhoff. Im Fokus: Grafik in Morsbroich. In: Blattgold. Meisterwerke der Grafischen Sammlung des Museum Morsbroich Leverkusen. Bestandskatalog VI. Museum Morsbroich, Leverkusen 2008.